# Frédéric II de Holstein-Gottorp
Pour les articles homonymes, voir Frédéric II.
Titre
Duc de Schleswig-Holstein-Gottorp
1er octobre 1586 – 15 juin 1587 
(8 mois et 14 jours)
Frédéric II est un prince de la maison de Holstein-Gottorp né le 21 avril 1568 et mort le 15 juin 1587 au château de Gottorp (Schleswig-Holstein).

## Biographie
Frédéric II est le fils aîné du duc Adolphe de Holstein-Gottorp et de son épouse Christine de Hesse. Il succède à son père à la tête du duché de Holstein et du duché de Schleswig à sa mort, en 1586, mais il meurt à son tour huit mois plus tard, à l'âge de dix-neuf ans. Jamais marié, il ne laisse pas d'enfants pour lui succéder. C'est son frère cadet, Philippe, qui devient duc.
Il a eu pour précepteur le grammairien français protestant Antoine Cauchie.